# Спрекелс (Каліфорнія)
Спрекелс (англ. Spreckels) — переписна місцевість (CDP) в США, в окрузі Монтерей штату Каліфорнія. Населення — 692 особи (2020).

## Географія
Спрекелс розташований за координатами 36°37′29″ пн. ш. 121°38′47″ зх. д. / 36.62472° пн. ш. 121.64639° зх. д. (36.624716, -121.646487).  За даними Бюро перепису населення США в 2010 році переписна місцевість мала площу 0,32 км², уся площа — суходіл.

## Демографія
Згідно з переписом 2010 року, у переписній місцевості мешкали 673 особи в 229 домогосподарствах у складі 173 родин. Густота населення становила 2127 осіб/км².  Було 246 помешкань (778/км²).
Расовий склад населення:
| - 71,8 % — білих - 3,9 % — азіатів - 1,9 % — корінних американців - 19,3 % — осіб інших рас |

До двох чи більше рас належало 3,1 %. Частка іспаномовних становила 28,7 % від усіх жителів.
За віковим діапазоном населення розподілялося таким чином: 25,6 % — особи молодші 18 років, 63,1 % — особи у віці 18—64 років, 11,3 % — особи у віці 65 років та старші. Медіана віку мешканця становила 39,4 року. На 100 осіб жіночої статі у переписній місцевості припадало 93,9 чоловіків;  на 100 жінок у віці від 18 років та старших — 92,7 чоловіків також старших 18 років.
Середній дохід на одне домашнє господарство  становив 92 933 долари США (медіана — 82 396), а середній дохід на одну сім'ю — 100 415 доларів (медіана — 101 806). За межею бідності перебувало 1,8 % осіб, у тому числі 2,7 % дітей у віці до 18 років та 0,0 % осіб у віці 65 років та старших.
Цивільне працевлаштоване населення становило 305 осіб. Основні галузі зайнятості: будівництво — 23,9 %, освіта, охорона здоров'я та соціальна допомога — 17,0 %, транспорт — 15,7 %.